# 養心流
養心流（ようしんりゅう）は、岡山県南部に伝承・現存している古武道の流派。柔術・棒術、半棒術・捻（十手）・縄・居合・活法などからなる総合武術。演武会などでは棒術での演武が多い。

## 歴史
流祖は周防国の秋山伯耆守と伝わる。また稲垣帯刀を祖とする伝書も確認されている。
流祖とされている秋山伯耆守は天正頃の長州周防の人で、高松城攻めの折り清水宗治の武将として戦い敗れて備中国高尾村に落ち延び隠れ住んだと伝わる。七代目まで不明。秋山伯耆守は、備中国高尾村で武術の修行を重ね工夫し一流を編み出した。
十二代永瀬恵吉の時、稲垣帯刀を流祖とする系統の養心流の安井信造に入門した。安井信造は養心流の他にも流儀を修めていた。永瀬恵吉は、安井信造より養心流を学び、明治三十年に盛武館を開いた。
以前は楊心流柔術の流祖秋山四郎左衛門義時から秋山伯耆守へ伝承されたと伝わっていたが、現在は訂正される事が多い。岡山市南区高尾付近には、秋山伯耆守及び秋山一族の墓、摩利支天を祀る祠、永瀬恵吉正光の頌徳碑などが現存している。
養心流は代々秋山家に伝承されていたが、同流他派で一流を極めて宗家（秋山家）を継いだと伝えられており、稲垣帯刀の系統がその他派と思われる。
一時、稲垣系の安井信造清光が流名を新心流と変更していたのを、1901年に秋山家三男の永瀬恵吉正光が宗家を継承するのに伴い他派を統合し、流名を以前の養心流と改め現在に至る。

## 系譜
秋山を祖とする系統
- 流祖　　秋山伯嗜守
- 七代目まで不詳
- 第八　　秋山磯吉正光
- 第九　　秋山三郎正光
- 第十　　秋山四郎正光
- 第十一　秋山栄吉正光
- 第十二　永瀬恵吉正光（秋山家三男）[1]

稲垣を祖とする系統
- 稲垣帯刀
- 稲垣靭負
- 片山本蔵
- 見結道誉
- 竹内東水
- 生駒左門
- 遠藤右前
- 廣田弥藤冶（広田義弥）
  - 片山九右衛門[2]
  - 森安弥吉
    - 富岡初五郎
      - 安井信造
        - 永瀬恵吉正光（秋山家三男）
          - 永瀬亀蔵正光
            - 藤江栄一清光
              - 佐藤貴春清光

            - 星島伸二正光
              - 星島大伍郎正光[3]

  - 三宅力蔵重勝
    - 槇野多助直勝
      - 槇野定一郎正勝
        - 槇野新三郎忠勝
          - 石井久賀吉
            - 植野豊吉
              - 幡恒次郎[4]